# مايكل ستال
مايكل ستال (بالإنجليزية: Michael Stal)‏ (من مواليد 1963 في ميونخ) وهو عالم حاسوب ألماني. حصل على لقب الدكتوراه من جامعة خرونينغن وعين أستاذًا فخريًا لهندسة البرمجيات في عام 2010. يعمل ستال حاليًا في قسم تكنولوجيا الشركات في شركة سيمنز وأستاذًا في جامعة خرونينغن. وهو رئيس تحرير المجلة جافا (لغة برمجة).
شارك ستال في تأليف سلسلة كتب «بنية البرمجيات الموجهة نحو النمط».
شارك في كتاب«نظام من الأنماط» وأدخل فيه أنماط معمارية وتصنيفات مختلفة لقوالب التصميم (علم الحاسب) وطريقة كيفية استخدام أنظمة الأنماط. كما عالج النسخة الثانية من الكتاب المسمى بـ «أنماط الكائنات المتزامنة والموزعة».
تشتكل حقوله البحثية ما يلى: معمارية البرمجيات، حوسبة موزعة وبرمجيات وسيطة وتكامل النظام (هندسة البرمجيات) ولغة البرمجة ونمط البرمجة
كان ستال عضوًا في مجموعة Object Object وشارك في توحيد سي++.

## وصلات خارجية
- website of Michael Stal
- blog of Michael Stal